# Cambulo
Cambulo es un localidad y municipio de la provincia de Lunda Norte en Angola. En julio de 2018 tenía una población estimada de 135 392 habitantes.
Se encuentra ubicado al noreste del país, cerca del curso alto del río Kwango y de la frontera con República Democrática del Congo.